# 胸骨
胸骨（Sternum）是胸廓前方一块长形扁平，领带状骨，接有肋 。
英语“sternum”源自古希腊语 στέρνον (stérnon)，意为胸部“chest”。
胸骨分三部分：胸骨柄 （Manubrium sterni）、胸骨体 （Corpus sterni）、剑突 （Processus xiphoideus）。
胸骨柄上部的颈静脉切迹（Incisura jugularis）可在体表触及，此乃颈部的下界。而两边的凹陷则是与两边锁骨(Clavicula)连接的关节面。关节面下第一肋切迹则是第一肋的连接处。
第二肋则连接在胸骨柄与胸骨体的接合处，3到7肋接于胸骨体的切迹。 
男性的胸骨较女性的要窄小。

## 剑突
剑突是一骨性软骨结构。它组成胸骨下部，通过软骨结合 (Synchondrosis xiphosternalis)与胸骨体相连。 
剑突有不同的形态:只有一尖或两尖，有的向前，有的则向后。剑突上并无肋与之相连。第七肋是最后一根直接与胸骨相连的肋，其连接位置刚好位于胸骨体到剑突的过渡位。
在5到10岁时，软骨性剑突中可有1到2个成骨中心出现。

## 外部連結
- 解剖學(Anatomy)-骨頭-Sternum(胸骨) （页面存档备份，存于）